# صالح مهدی عماش
صالح مهدی عماش (عربی: صالح مهدي عماش)؛ (زاده:۱۹۲۴- درگذشته: ۱۹۸۵) شاعر و تاریخ‌نویس و رهبر نظامی و وزیر و سیاستمدار عراقی است که در سال ۱۹۲۴ در خانواده‌ای متوسط در منطقه اعظمیه بغداد به دنیا آمد. بعد از تکمیل تحصیلات اولیه و ثانویه در مدارس بغداد وارد دانشکده نظامی شد. در آنجا از ۱۹۴۵–۱۹۴۸ تحصیل کرد تا فارغ‌التحصیل گردید و در سال ۱۹۴۸ در جنگ در فلسطین شرکت کرد و سپس از دانشکده ستاد بغداد در سال ۱۹۵۴ فارغ‌التحصیل شد و در دهه پنجاه به جنبش افسران آزاد ملحق شد.

## سیر زندگی
عماش پس از کودتای ۱۴ رمضان (جنبش ۸فوریه، ۱۹۶۳) به عنوان وزیر دفاع انتخاب شد ولی پس از چند ماه به دنبال یک توطئه به قاهره تبعید شد. پس از انقلاب ۱۷ ژوئیه ۱۹۶۸ به عنوان وزیر کشور انتخاب شد، و همزمان در منصب معاون نخست‌وزیر تا سال ۱۹۷۰ به مسؤلیتش ادامه داد. وی سپس تا سال ۱۹۷۰ معاون رئیس‌جمهور شد ولی به دلیل توطئه‌ای از همه پست‌هایی که داشت محروم گردید. وی در سال ۱۹۷۵ به عنوان سفیر وزارت خارجه از پاریس به فنلاند منتقل می‌شود، تا زمان فوت در سال ۱۹۸۵ در این منصب باقی ماند.

## مهم‌ترین آثار
او دارای آثار ادبی بسیاری است و اشعار خود را به زبانهای انگلیسی، روسی و فنلاندی ترجمه کرد. وی همچنین دارای آثاری است که استراتژی سیاسی را با تجربه نظامی و بررسی تمدن‌ها ترکیب می‌کند، از جمله:
- اتحاد نظامی - (محتوای نظامی اتحاد وحدت عربی) - بیروت ۱۹۶۷
- رهبری موفقیت‌آمیز - (مطالعات نظامی تاریخی در مورد فتح عراق، فلسطین، مصر، لیبی) - بغداد ۱۹۷۰
- مردان بدون رهبری (در اطراف اسرائیل) - بغداد ۱۹۷۱

## خدمات نظامی
- در سال‌های (۱۹۴۸–۱۹۴۵) وارد دانشکده نظامی شده و فارغ‌التحصیل شد.
- در سال ۱۹۴۸ در جنگ فلسطین نقش ایفا کرد.
- در سال ۱۹۵۴ از دانشکده ستاد در بغداد فارغ‌التحصیل شد.
- پس از کودتای ۱۴ رمضان (۸ فوریه ۱۹۶۳)، به عنوان وزیر دفاع، منصوب شد؛ ولی بعد از چند ماه به قاهره تبعید شد.
- بعد از کودتای ۱۷ ژوئیه ۱۹۶۸ در منصب وزیر دفاع قرار گرفت.
- از سال ۱۹۶۸ تا ۱۹۷۰ همزمان با منصب وزیر کشور به عنوان معاون نخست‌وزیر قرار گرفت.
- در سال ۱۹۷۰ معاون رئیس‌جمهوری شد.

## دور ماندن از مراکز قدرت
- عماش در سال ۱۹۷۱ به دلیل توطئه حکومت حاکم به دلیل حمایت‌های مردمی که از او وجود داشت از مسؤلیت‌هایش خلع شده و به عنوان سفیر در وزارت امور خارجه منصوب شد.
- از سال ۱۹۷۱ تا ۱۹۷۴سفیر در مسکو بود.
- از سال ۱۹۷۴ تا ۱۹۷۵ به عنوان سفیر به پاریس منتقل شد.
- در اواخر اوت ۱۹۷۵ از پاریس به فنلاند به عنوان سفیر نقل مکان کرد و در سال ۱۹۸۵ به شکل پیچیده‌ای فوت کرد.

## خانواده
- دختر وی، دکتر هدی صالح مهدی عماش، چندین جایگاه علمی و سیاسی را از اواخر دهه ۸۰ تا ۲۰۰۳ داشت. معروف‌ترین این موقعیت‌ها، مدیریت دانشکده علوم دانشگاه بغداد و عضو رهبری کشور در حزب سوسیالیست بعث عربی است.
- تمام پسران و دخترانش فارغ التحصیلان دانشگاه هستند و اکثر آن‌ها دارای مدرک فوق لیسانس هستند.

## درگذشت
در سال ۱۹۸۵ سه روز پس از اینکه در فنلاند در بیمارستان مای لاهتی در هلسینکی بستری شد، درگذشت. هنگامی که پزشکان می‌خواستند او را کالبد شکافی کنند، دیپلمات‌های عراقی آن را رد کردند و به وزارت امور خارجه فنلاند گفته شد که بدون کالبد شکافی او را به عراق برگردانند. این باعث شد که در مورد علت مرگ وی چندین داستان و حدس و گمان وجود داشته باشد هرچند که گزارش منتشر شده توسط مقامات بهداشتی در فنلاند نشان می‌دهد که مرگ او به علل طبیعی است.